# Kalhū Dasht-e Bālā
Kalhū Dasht-e Bālā (persiska: كلهو دشت بالا) är en ort i Iran.   Den ligger i provinsen Mazandaran, i den norra delen av landet, 150 km nordost om huvudstaden Teheran. Kalhū Dasht-e Bālā ligger 4 meter över havet och antalet invånare är 146.
Terrängen runt Kalhū Dasht-e Bālā är platt. Runt Kalhū Dasht-e Bālā är det ganska tätbefolkat, med 96 invånare per kvadratkilometer. Närmaste större samhälle är Babol, 10,5 km väster om Kalhū Dasht-e Bālā. Trakten runt Kalhū Dasht-e Bālā består till största delen av jordbruksmark.